# Цзі Пенфей
Цзі Пенфей (кит.: 姬鹏飞) (2 лютого 1910 — 10 лютого 2000) — китайський державний і політичний діяч, дипломат.

## Біографія
Народився 2 лютого 1910 року в провінції Шаньсі, Китай династії Цін.
З 1933 — член Комуністичної партії Китаю.
З 1950 по 1955 — Надзвичайний і Повноважний Посол КНР в Німецькій Демократичній Республіці.
З 1972 по 1974 — міністр закордонних справ КНР.
З 1980 по 1982 — Генеральний секретар Держради КНР.
10 лютого 2000 — помер в Пекіні.